# Philip Seymour Hoffman
Philip Seymour Hoffman (n. 23 iulie 1967 -  d. 2 februarie 2014) a fost un actor american. În 2006 a câștigat Premiul Oscar pentru cel mai bun actor, Premiul BAFTA pentru cel mai bun actor și Premiul Globul de Aur pentru cel mai bun actor într-o dramă pentru rolul său din filmul Capote. De asemenea, el a mai fost nominalizat de trei ori la Premiul Oscar pentru cel mai bun actor în rol secundar, nominalizat de patru ori la Premiul BAFTA pentru cel mai bun actor în rol secundar și alte patru ori nominalizat la Premiile Globul de Aur.

## Filmografie
| An   | Titlu                                 | Rol                         | Note |
| ---- | ------------------------------------- | --------------------------- | --- |
| 1991 | Law & Order                           | Steven Hanauer              | Serial TV – Episodul: "The Violence of Summer" (creditat ca Philip Hoffman) |
| 1991 | Triple Bogey on a Par Five Hole       | Klutch                      | |
| 1992 | Szuler                                | Martin                      | |
| 1992 | My New Gun                            | Chris                       | |
| 1992 | Leap of Faith                         | Matt                        | |
| 1992 | Scent of a Woman                      | George Willis, Jr.          | Credited as Philip S. Hoffman |
| 1993 | Joey Breaker                          | Wiley McCall                | |
| 1993 | My Boyfriend's Back                   | Chuck Bronski               | |
| 1993 | Money for Nothing                     | Cochran                     | |
| 1994 | The Getaway                           | Frank Hansen                | |
| 1994 | The Yearling                          | Buck                        | TV Film |
| 1994 | When a Man Loves a Woman              | Gary                        | |
| 1994 | Nobody's Fool                         | Officer Raymer              | |
| 1995 | The Fifteen Minute Hamlet             | Bernardo, Horatio & Laertes | |
| 1996 | Hard Eight                            | Young Craps Player          | |
| 1996 | Twister                               | Dustin "Dusty" Davis        | |
| 1997 | Boogie Nights                         | Scotty J.                   | - Florida Film Critics Circle Award for Best Cast - Nominalizare — Screen Actors Guild Award for Outstanding Performance by a Cast in a Motion Picture |
| 1997 | Liberty! The American Revolution      | Joseph Plumb Martin         | |
| 1998 | Culture                               | Bill                        | |
| 1998 | Montana                               | Duncan                      | |
| 1998 | Next Stop Wonderland                  | Sean                        | Nominalizare — Chlotrudis Award for Best Supporting Actor |
| 1998 | The Big Lebowski                      | Brandt                      | |
| 1998 | Happiness                             | Allen                       | - National Board of Review Award for Best Cast - Nominalizare — Chlotrudis Award for Best Supporting Actor - Nominalizare — Independent Spirit Award for Best Supporting Male |
| 1998 | Patch Adams                           | Mitch Roman                 | |
| 1999 | Flawless                              | Rusty Zimmerman             | - San Diego Film Critics Society Award for Best Actor - Satellite Award for Best Actor – Motion Picture Musical or Comedy - Best Actor Award at the Verona Love Screens Film Festival - Nominalizare — London Film Critics' Circle Award for Actor of the Year - Nominalizare — Screen Actors Guild Award for Outstanding Performance by a Male Actor in a Leading Role |
| 1999 | Magnolia                              | Phil Parma                  | - Chlotrudis Award for Best Supporting Actor - Florida Film Critics Circle Award for Best Cast - National Board of Review Award for Best Cast - National Board of Review Award for Best Supporting Actor - Nominalizare — Screen Actors Guild Award for Outstanding Performance by a Cast in a Motion Picture |
| 1999 | The Talented Mr. Ripley               | Freddie Miles               | - Chlotrudis Award for Best Supporting Actor - National Board of Review Award for Best Supporting Actor |
| 2000 | Titanic 2000                          | Himself                     | |
| 2000 | State and Main                        | Joseph Turner White         | - Florida Film Critics Circle Award for Best Cast - National Board of Review Award for Best Cast - Online Film Critics Society Award for Best Cast |
| 2000 | Almost Famous                         | Lester Bangs                | - Online Film Critics Society Award for Best Supporting Actor - Online Film Critics Society Award for Best Cast - Nominalizare — Chicago Film Critics Association Award for Best Supporting Actor - Nominalizare — London Film Critics' Circle Award for Actor of the Year - Nominalizare — Satellite Award for Best Supporting Actor – Motion Picture - Nominalizare — Screen Actors Guild Award for Outstanding Performance by a Cast in a Motion Picture |
| 2001 | The Party's Over                      | Himself                     | Theatrically released as Last Party 2000 |
| 2002 | Love Liza                             | Wilson Joel                 | |
| 2002 | Punch-Drunk Love                      | Dean Trumbell               | Nominalizare — Satellite Award for Best Supporting Actor - Motion Picture |
| 2002 | Red Dragon                            | Freddy Lounds               | |
| 2002 | 25th Hour                             | Jacob Elinsky               | |
| 2003 | Owning Mahowny                        | Dan Mahowny                 | - Chlotrudis Award for Best Actor - Vancouver Film Critics Circle Award for Best Actor - Nominalizare — Genie Award for Best Performance by an Actor in a Leading Role |
| 2003 | Cold Mountain                         | Reverend Veasey             | |
| 2004 | Along Came Polly                      | Sandy Lyle                  | |
| 2005 | Strangers with Candy                  | Henry, Board Of Education   | |
| 2005 | Empire Falls                          | Charlie Mayne               | - TV Miniseries - Nominalizare — Primetime Emmy Award for Outstanding Supporting Actor in a Miniseries or a Movie |
| 2005 | Capote                                | Truman Capote               | - Academy Award for Best Actor - Austin Film Critics Association Award for Best Actor - BAFTA Award for Best Actor in a Leading Role - Boston Society of Film Critics Award for Best Actor - Broadcast Film Critics Association Award for Best Actor - Chicago Film Critics Association Award for Best Actor - Chlotrudis Award for Best Actor - Dallas-Fort Worth Film Critics Association Award for Best Actor - Florida Film Critics Circle Award for Best Actor - Golden Globe Award for Best Actor - Motion Picture Drama - Independent Spirit Award for Best Male Lead - International Online Film Critics' Poll Award for Best Actor of the Decade - Kansas City Film Critics Circle Award for Best Actor - Los Angeles Film Critics Association Award for Best Actor - National Board of Review Award for Best Actor - National Society of Film Critics Award for Best Actor - Online Film Critics Society Award for Best Actor - San Diego Film Critics Society Award for Best Actor - Satellite Award for Best Actor – Motion Picture Drama - Southeastern Film Critics Association Award for Best Actor - Toronto Film Critics Association Award for Best Actor - Vancouver Film Critics Circle Award for Best Actor - Washington D.C. Area Film Critic Association Award for Best Actor - Nominalizare — London Film Critics Cicle Award for Actor of the Year - Nominalizare — Screen Actors Guild Award for Outstanding Performance by a Cast in a Motion Picture |
| 2006 | Mission: Impossible III               | Owen Davian                 | Nominated – Saturn Award for Best Supporting Actor |
| 2007 | Before the Devil Knows You’re Dead    | Andy Hanson                 | - Central Ohio Film Critics Association Award for Actor of the Year - Gotham Award for Best Ensemble Cast - Sant Jordi Award for Best Foreign Actor (Mejor Actor Extranjero) - Nominalizare — Chlotrudis Award for Best Actor |
| 2007 | The Savages                           | Jon Savage                  | - Central Ohio Film Critics Association Award for Actor of the Year - Jury Award for Best Actor at the Ft. Lauderdale International Film Festival - Independent Spirit Award for Best Male Lead - Sant Jordi Award for Best Foreign Actor (Mejor Actor Extranjero) - Nominalizare — Golden Globe Award for Best Actor - Motion Picture Musical or Comedy - Nominalizare — Gotham Award for Best Ensemble Cast |
| 2007 | Charlie Wilson's War                  | Gust Avrakotos              | - Central Ohio Film Critics Association Award for Actor of the Year - Sant Jordi Award for Best Foreign Actor (Mejor Actor Extranjero) - Nominalizare — Academy Award for Best Supporting Actor - Nominalizare — BAFTA Award for Best Actor in a Supporting Role - Nominalizare — Broadcast Film Critics Association Award for Best Supporting Actor - Nominalizare — Chicago Film Critics Association Award for Best Supporting Actor - Nominalizare — Golden Globe Award for Best Supporting Actor - Motion Picture - Nominalizare — Online Film Critics Society Award for Best Supporting Actor |
| 2008 | Synecdoche, New York                  | Caden Cotard                | - Gotham Award for Best Ensemble Cast - Robert Altman Award |
| 2008 | Doubt                                 | Father Brendan Flynn        | - Nominalizare — Academy Award for Best Supporting Actor - Nominalizare — BAFTA Award for Best Actor in a Supporting Role - Nominalizare — Broadcast Film Critics Association Award for Best Supporting Actor - Nominalizare — Broadcast Film Critics Association Award for Best Cast - Nominalizare — Chicago Film Critics Association Award for Best Supporting Actor - Nominalizare — Golden Globe Award for Best Supporting Actor - Motion Picture - Nominalizare — Online Film Critics Society Award for Best Supporting Actor - Nominalizare — Satellite Award for Best Supporting Actor - Nominalizare — Screen Actors Guild Award for Outstanding Performance by a Male Actor in a Supporting Role - Nominalizare — Screen Actors Guild Award for Outstanding Performance by a Cast in a Motion Picture |
| 2009 | Mary and Max                          | Max Jerry Horowitz          | (Voice Only) |
| 2009 | The Boat That Rocked                  | The Count                   | Released as Pirate Radio in the United States and as Radio Rock Revolution in Germany |
| 2009 | The Invention of Lying                | Jim the Bartender           | |
| 2009 | Arthur                                | Will Toffman                | Episode: No Acting Please Nominalizare — Daytime Emmy Awards for Outstanding Performer In An Animated Program |
| 2010 | Jack Goes Boating                     | Jack                        | - Also Director/Executive Producer - Chlotrudis Award for Best Actor - Comedy Film Award for Best Actor |
| 2011 | Moneyball                             | Art Howe                    | |
| 2011 | The Ides of March                     | Paul Zara                   | Nominalizare — BAFTA Award for Best Actor in a Supporting Role Nominalizare — Broadcast Film Critics Association Award for Best Cast Nominalizare — Central Ohio Film Critics Association Award for Best Cast |
| 2012 | The Master                            | Lancaster Dodd              | Alliance of Women Film Journalists Award For Best Supporting Actor Broadcast Film Critics Association Award for Best Supporting Actor Chicago Film Critics Association Award for Best Supporting Actor Chlotrudis Award for Best Supporting Actor Florida Film Critics Circle Award for Best Supporting Actor International Cinephile Society Award for Best Supporting Actor International Online Film Critics' Poll Award for Best Supporting Actor Kansas City Film Critics Circle Award for Best Supporting Actor London Film Critics' Circle Award for Best Supporting Actor Oklahoma Film Critics Circle Award for Best Supporting Actor Online Film Critics Society Award for Best Supporting Actor Phoenix Film Critics Society Award for Best Supporting Actor Southeastern Film Critics Association Award for Best Supporting Actor Toronto Film Critics Association Award for Best Supporting Actor Vancouver Film Critics Circle Award for Best Supporting Actor Volpi Cup for Best Actor (shared with Joaquin Phoenix) Washington D.C. Area Film Critics Association Award for Best Supporting Actor Nominalizare — Academy Award for Best Supporting Actor Nominalizare — BAFTA Award for Best Actor in a Supporting Role Nominalizare — Dallas-Fort Worth Film Critics Association Award for Best Supporting Actor Nominalizare — Detroit Film Critics Society Award for Best Supporting Actor Nominalizare — Golden Globe Award for Best Supporting Actor - Motion Picture Nominalizare — Houston Film Critics Society for Best Supporting Actor Nominalizare — San Diego Film Critics Society Award for Best Supporting Actor Nominalizare — Satellite Award for Best Supporting Actor - Motion Picture Nominalizare — Screen Actors Guild Award for Outstanding Performance by a Male Actor in a Supporting Role Nominalizare — Utah Film Critics Association Award for Best Supporting Actor |
| 2012 | A Late Quartet                        | Robert Gelbart              | |
| 2013 | The Hunger Games: Catching Fire       | Plutarch Heavensbee         | |
| 2014 | A Most Wanted Man                     | Günther Bachmann            | |
| 2014 | The Hunger Games: Mockingjay – Part 1 | Plutarch Heavensbee         | Filmare |
| 2014 | God's Pocket                          |                             | Also producer |
| 2015 | The Hunger Games: Mockingjay – Part 2 | Plutarch Heavensbee         | Filmare |

## Teatru
| An      | Titlu                               | Rol                   | Note |
| ------- | ----------------------------------- | --------------------- | --- |
| 1996    | The Skriker                         | RawHeadAndBloodyBones | 23 aprilie 1996 – 26 mai 1996 |
| 1997–98 | Defying Gravity                     | C.B.                  | 2 noiembrie 1997 – 4 ianuarie 1998 |
| 1998    | Shopping and Fucking                | Mark                  | 17 martie 1998 – 11 aprilie 1998 |
| 1999    | The Author's Voice & Imagining Brad | N/A                   | 11 mai 1999 – 29 mai 1999 Nominated – Drama Desk Award for Outstanding Featured Actor in a Play                                                                             |
| 2000    | True West                           | Lee/Austin            | Broadway Mar 2, 2000 – Jul 29, 2000 Theatre World Award Nominated – Drama Desk Award for Outstanding Actor in a Play Nominated – Tony Award for Best Actor in a Play        |
| 2000    | Jesus Hopped the 'A' Train          |                       | Director 29 noiembrie 2000 – 31 decembrie 2000 Nominated – Drama Desk Award for Outstanding Director of a Play                                                              |
| 2001    | The Seagull                         | Konstantin            | 12 august 2001 – 26 august 2001 |
| 2001    | The Glory of Living                 |                       | Director 30 octombrie 2001 – 1 decembrie 2001 |
| 2003    | Our Lady of 121st Street            |                       | Director 6 martie 2003 – 27 iulie 2003 Nominated – Drama Desk Award for Outstanding Director of a Play Nominated – Lucille Lortel Award for Outstanding Director            |
| 2003    | Long Day's Journey into Night       | James Tyrone, Jr.     | Broadway 6 mai 2003 – Aug 1, 2003 Nominated – Drama Desk Award for Outstanding Featured Actor in a Play Nominated – Tony Award for Best Featured Actor in a Play            |
| 2003    | Dutch Heart of Man                  |                       | Artistic Director 25 septembrie 2003 – 19 octombrie 2003 |
| 2004    | Guinea Pig Solo                     |                       | Artistic Director 9 mai 2004 – 6 iunie 2004 |
| 2004    | Sailor's Song                       |                       | Executive Director 7 noiembrie 2004 – 21 noiembrie 2004 |
| 2005    | The Last Days of Judas Iscariot     |                       | Director/Artistic Director 2 martie 2005 – 3 aprilie 2005 |
| 2006    | School of the Americas              |                       | Artistic Director 6 iulie 2006 – 23 iulie 2006 |
| 2006    | A Small, Melodramatic Story         |                       | Artistic Director 24 octombrie 2006 – 5 noiembrie 2006 |
| 2007    | Jack Goes Boating                   | Jack                  | Artistic Director 18 martie 2007 – 29 aprilie 2007 Nominated – Drama Desk Award for Outstanding Actor in a Play Nominated – Lucille Lortel Award for Outstanding Lead Actor |
| 2007    | A View From 151st Street            |                       | Artistic Director 18 octombrie 2007 – 4 noiembrie 2007 |
| 2008    | Unconditional                       |                       | Artistic Director 18 februarie 2008 – 9 martie 2008 |
| 2008    | The Little Flower of East Orange    |                       | Director 6 aprilie 2008 – 4 mai 2008 |
| 2009    | Othello                             | Iago                  | 27 septembrie 2009 – 4 octombrie 2009 |
| 2010    | The Long Red Road                   |                       | Director 13 februarie 2010 – 21 martie 2010 |
| 2012    | Death of a Salesman                 | Willy Loman           | Broadway Mar 15, 2012 – Jun 2, 2012 Nominated – Drama Desk Award for Outstanding Actor in a Play Nominated – Tony Award for Best Actor in a Play                            |